# 真珠色の革命
「真珠色の革命」（しんじゅいろのかくめい）は、日本のシンガーソングライター伊東歌詞太郎のシングル。2021年11月26日にKADOKAWAより2枚目のシングルとして発売された。

## 概要
前作『記憶の箱舟』から約1年半ぶりのリリースとなる。
表題曲と配信限定シングルとしてリリースされていた楽曲「スプリングルズ・サワークリーム」を含む全6曲が収録されている 。

## 収録内容
| #  | タイトル                                 | 作詞         | 作曲         | 編曲     |
| -- | ---------------------------------------- | ------------ | ------------ | -------- |
| 1. | 「真珠色の革命」                         | 伊東歌詞太郎 | 伊東歌詞太郎 | akkin    |
| 2. | 「スプリングルズ・サワークリーム」       | 伊東歌詞太郎 | 伊東歌詞太郎 | akkin    |
| 3. | 「TEL-L」                                | タナカ零     | タナカ零     | タナカ零 |
| 4. | 「真珠色の革命」(inst)                   |              |              |          |
| 5. | 「スプリングルズ・サワークリーム」(inst) |              |              |          |
| 6. | 「TEL-L」(inst)                          |              |              |          |

## 演奏
- akkin
  - Guitar & Programming (#1.2)
  - All Other Instruments (#1)
- 高間有一：Bass (#1.2)
- 松原“マツキチ”寛：Drums (#1.2)
- 奈良悠樹：Guitar (#3)
- タナカ零：Programming (#3)

## タイアップ
真珠色の革命
TVアニメ「ディープインサニティ ザ・ロストチャイルド」エンディングテーマ
スプリングルズ・サワークリーム
TVアニメ「幼なじみが絶対に負けないラブコメ」挿入歌